# Walter Meissner
Fritz Walter Meißner (Berlín, 16 de desembre de 1882 - Múnic, 16 de novembre de 1974) va ser un físic alemany.
Meissner va estudiar construcció de màquines i física a la Universitat Tècnica de Berlín, sent alumne de Max Planck. Després d'aquests estudis va començar a treballar a l'institut de metrologia Physikalisch-Technische Bundesanstalt (PTB), també a Berlín. Des de 1922 a 1925 va construir el tercer liquafactor d'heli més gran del món. L'any 1933 va descobrir l'efecte Meissner, la desaparició de tot camp magnètic a l'interior d'un superconductor. Un any més tard va ser nomenat director del departament de física tècnica a la Universitat Tècnica de Múnic.
Després de la segona guerra mundial va ser elegit president de l'Acadèmia de Ciències de Baviera. El 1946 es va convertir en el primer director de la comissió de recerca de l'Acadèmia en física de baixes temperatures. Els laboratoris en els quals treballava es trobaven a la ciutat de Herrsching am Ammersee fins al 1965, data en la qual van ser desplaçats a Garching. Walter Meissner va morir a Múnic el 1974.